# Pętla iteracyjna
Pętla iteracyjna (pętla licznikowa) w programowaniu, to rodzaj pętli, w ramach której następuje wykonanie określonej liczby iteracji. Do kontroli przebiegu wykonania pętli iteracyjnej stosuje się specjalną zmienną, w odniesieniu do której używa się określeń: zmienna sterująca, a także zmienna kontrolna, czy też zmienna licznikowa. W ramach pętli przejście do kolejnej iteracji wiąże się ze zmianą wartości zmiennej sterującej o określoną wielkość i sprawdzenie warunku, czy nowa wartość zmiennej sterującej znajduje się nadal w dopuszczalnym zakresie wartości, określonym dla tej zmiennej w ramach definicji pętli – co jest równoznaczne z powtórzeniem pętli (wykonaniem kolejnej iteracji), czy też wartość ta znajduje się już poza zakresem – co jest równoznaczne z zakończeniem wykonywania pętli i przejściem do wykonania kolejnej – następnej – instrukcji w programie.

## Działanie pętli iteracyjnej
W pewnym uogólnieniu działanie pętli iteracyjnej polega na powtarzaniu kolejnych iteracji dla kolejnych wartości przyjmowanych przez zmienną sterującą, aż do osiągnięcia przez tę zmienną wartości spoza dopuszczalnego zakresu. Kolejność wykonywania działań będzie więc następująca:
1. przypisz wartość początkową zmiennej sterującej,
2. sprawdź, czy wartość zmiennej sterującej mieści się w dopuszczalnym zakresie wartości, tzn. jej wartość albo jest mniejsza lub równa od wartości granicznej, albo jest większa lub równa od wartości granicznej, w zależności od rodzaju pętli iteracyjnej,
  - jeżeli wartość zmiennej sterującej mieści się w dopuszczalnym zakresie wartości to przejdź do wykonywania iteracji
  - jeżeli wartość zmiennej sterującej nie mieści się w dopuszczalnym zakresie wartości to zakończ wykonywanie pętli
3. wykonaj iterację
4. zmień wartość zmiennej sterującej o zadany krok, wartość ta może być zwiększana lub zmieszana.

| rodzaj pętli                                        | pętla iteracyjna                                       | pętla repetycyjna                                                                 | instrukcja warunkowa i skoku |
| --------------------------------------------------- | ------------------------------------------------------ | --------------------------------------------------------------------------------- | --- |
| pętla zwiększająca o 1 wartość zmiennej sterującej  | for i=wSTART to wSTOP do begin { treść pętli} end;     | i:=wSTART; while i<=wSTOP do begin { treść pętli} Inc(i); { zwiększ i o 1 } end;  | i:=wSTART; prolog: if i<=wSTOP then begin { treść pętli} end else goto koniec; Inc(i); { zwiększ i o 1 } goto prolog; koniec: { wyjście z pętli }  |
| pętla zmniejszająca o 1 wartość zmiennej sterującej | for i=wSTART downto wSTOP do begin { treść pętli} end; | i:=wSTART; while i>=wSTOP do begin { treść pętli} Dec(i); { zmniejsz i o 1 } end; | i:=wSTART; prolog: if i>=wSTOP then begin { treść pętli} end else goto koniec; Dec(i); { zmniejsz i o 1 } goto prolog; koniec: { wyjście z pętli } |

W językach programowania zwykle pętla iteracyjna jest wykonywana także dla wartości zmiennej sterującej równej wartości granicznej, np. dla pętli w Pascalu for i:=1 to 10 do instrukcja, instrukcja zostanie wykonana także dla wartości i=10, jak w powyższych przykładach, gdzie użyto do sprawdzania warunków w programach równoważnych operatorów porównań <= i >=. Tylko wybrane, specyficzne języki są tak zdefiniowane, że dla wartości końcowej nie zostanie wykonana iteracja, co odpowiadałoby użyciu operatorów porównań odpowiednio < i >. Tak jest np. w języku Forth.
| Pascal                                | Forth             |
| ------------------------------------- | ----------------- |
| for i:=1 to 3 do begin write(i); end; | 3 1 DO I . LOOP ; |
| wypisanie: 1, 2, 3                    | wypisanie: 1, 2   |

Jak wyżej podano warunek kontrolujący, czy należy przejść do kolejnej iteracji, w większości języków programowania sprawdzany jest na początku. Oznacza to możliwość wystąpienia sytuacji, w której pętla nie zostanie wykonana ani razu. Istnieją jednak języki programowania, w których warunek pętli iteracyjnej sprawdzany jest na końcu pętli, a pętla dla warunków początkowych zostanie wykonana przynajmniej jeden raz (np. Forth, Fortran IV, 1900). Różnice w obu podejściach można prześledzić na przykładzie języka  Fortan: w Fortranie IV, 1900 sprawdzaniu warunku kontrolnego jest na końcu pętli; od wersji Fortran 77 sprawdzanie to dokonywane jest na początku pętli.
| Fortran IV, 1900                        | Fortran 77                   |
| --------------------------------------- | ---------------------------- |
| DO 100 I=10,A                           | DO 100 I=10,A                |
| wykonanie pętli dla A=1: 1 raz dla I=10 | brak wykonania pętli dla A=1 |

## Zmienna sterująca
Jak wyżej zaznaczono, zmienna sterująca służy do kontroli przebiegu realizacji pętli iteracyjnej. Przyjmuje ona kolejne wartości z zadanego zakresu zmieniane o określoną wartość kroku. W różnych językach programowania mogą być stawiane określone wymagania i ograniczenia dotyczące zmiennych sterujących. Ograniczenia te mogą dotyczyć takich między innymi atrybutów tej zmiennej jak np. dozwolony typ danych (np. w Pascalu musi to być jeden z typów porządkowych, podczas gdy np. Basic, Jean, czy Fortran 77 dopuszczają także typy rzeczywiste, co w przypadku Fortranu stanowi rozszerzenie w stosunku do wcześniejszych standardów tego języka takich jak Fortran IV, 1900, w których istniało ograniczenie do wartości całkowitych i tylko dodatnich, w PL/I mogą to być nawet dane napisowe), zasięgu danej (np. w Pascalu musi to być zmienna lokalna bloku, a w języku Ada jest to zmienna lokalna dla bloku iteracji i nie jest dostępna na zewnątrz, tzn. nie jest dostępna po zakończeniu pętli), lub inne.

## Zmiana wartości zmiennej sterującej
Zmiana wartości zmiennej sterującej może nastąpić:
- automatycznie, w sposób ukryty, oraz
- jawnie, w kodzie bloku pętli, o ile dany język programowania dopuszcza taką konstrukcję.

Charakterystyczną cechę pętli iteracyjnych jest automatyczna i ukryta (nie zapisana jawnie w kodzie źródłowym) zmiana wartości zmiennej sterującej przy każdym przejściu po zakończeniu kolejnej iteracji. Zmiana ta następuje więc po zakończeniu bloku kodu zawartego w pętli, a przed sprawdzeniem warunku kontrolnego wykonywanego przed kolejną iteracją.
Możliwość zmiany wartości zmiennej sterującej jawnie przez programistę w bloku pętli jest dostępna jedynie w niektórych językach programowania (np. Pascal, Visual Basic i VBA). W pozostałych brak takiej możliwości oznacza, iż mamy do czynienia ze zmienną tylko do odczytu (np. Ada, Forth).
| bez zmiany wartości                                          | ze zmianą wartości                                                             | uzyskanie efektu kroku równego 2                                     | dowolny krok                                                                             |
| ------------------------------------------------------------ | ------------------------------------------------------------------------------ | -------------------------------------------------------------------- | ---------------------------------------------------------------------------------------- |
| var i : integer; begin for i:=1 to 5 do begin write(i) end . | var i : integer; begin for i:=1 to 5 do begin write(i); if i=2 then i:=4 end . | var i : integer; begin for i:=1 to 5 do begin write(i); Inc(i) end . | const step=4; var i : integer; begin for i:=1 to 10 do begin write(i); i:=i+step-1 end . |
| wypisanie: 1, 2, 3, 4, 5                                     | wypisanie: 1, 2, 5                                                             | wypisanie: 1, 3, 5                                                   | wypisanie: 1, 5, 9                                                                       |

## Pętle iteracyjne w językach programowania
| język programowania                             | pętla iteracyjna | miejsce sprawdzania warunku | zmienna sterująca         | zmienna sterująca                      | zmienna sterująca                           | zmienna sterująca                         | zmienna sterująca                        | zmienna sterująca      | zmienna sterująca               |
| język programowania                             | pętla iteracyjna | miejsce sprawdzania warunku | domyślne zwiększenie o +1 | zmniejszenie o -1 bez określania kroku | możliwość kroku o innej, dodatniej wartości | możliwość kroku o innej, ujemnej wartości | możliwość zmiany wartości wewnątrz pętli | konieczność deklaracji | wartość ustalona po zakończeniu |
| ----------------------------------------------- | ---------------- | --------------------------- | ------------------------- | -------------------------------------- | ------------------------------------------- | ----------------------------------------- | ---------------------------------------- | ---------------------- | ------------------------------- |
| Algol 60                                        | T                | początek                    | T                         | N                                      | T                                           | T                                         | T                                        | T                      | T                               |
| Basic                                           | T                | początek                    | T                         | N                                      | T                                           | T                                         | T                                        | N                      | T                               |
| C C++                                           | [ a ]            | n.d.                        | n.d.                      | n.d.                                   | n.d.                                        | n.d.                                      | n.d.                                     | n.d.                   | n.d.                            |
| Clipper                                         | T                | początek                    | T                         | N                                      | T                                           | T                                         | b.d.                                     | T                      | b.d.                            |
| Cobol                                           | T                | początek                    | T                         | N                                      | T                                           | T                                         | b.d.                                     | T                      | b.d.                            |
| Forth                                           | T                | koniec                      | T                         | N                                      | T                                           | T                                         | [ b ]                                    | N                      | N                               |
| Fortran IV, 1900                                | T                | koniec                      | T                         | N                                      | T                                           | N                                         | N                                        | N                      | T                               |
| Fortran 77                                      | T                | początek                    | T                         | N                                      | T                                           | T                                         | N                                        | N                      | T                               |
| Jean                                            | T                | początek                    | T                         | N                                      | T                                           | T                                         | N                                        | N                      | T                               |
| Modula-2                                        | T                | początek                    | T                         | N                                      | T                                           | T                                         | N                                        | T                      | b.d.                            |
| Pascal                                          | T                | początek                    | T                         | T                                      | N                                           | N                                         | T                                        | T                      | [ c ]                           |
| PL/I                                            | T                | początek                    | T                         | N                                      | T                                           | T                                         | N                                        | N                      | T                               |
| PL/M                                            | T                | początek                    | T                         | N                                      | T                                           | T                                         | N                                        | T                      | T                               |
| Simula 67                                       | T                | początek                    | T                         | N                                      | T                                           | T                                         | T                                        | T                      | T                               |
| Visual Basic, VBA                               | T                | początek                    | T                         | N                                      | T                                           | T                                         | T                                        | N                      | T                               |
| (1) n.d. – nie dotyczy; (2) b.d. – brak danych; |                  |                             |                           |                                        |                                             |                                           |                                          |                        |                                 |

## Złożone konstrukcje
Istnieje grupa języków programowania, w których instrukcja pętli może zostać zdefiniowana równocześnie z warunków iteracyjnych jak i repetycyjnych. Do takich języków należą między innymi Algol 60 i PL/I. Przyjęte w tych językach programowania rozwiązania pozwalają na definiowanie w pętli konstrukcji iteracyjnych, na które zostaną nałożone dodatkowe warunki repetycyjne. Ponadto można po znaku przecinek (”,”) kontynuować wykonywanie pętli dla nowych warunków bądź o charakterze iteracyjnym, bądź o charakterze repetycyjnym, bądź mieszanym.
| Algol 60                                                                                | PL/I                                                                                                  |
| --------------------------------------------------------------------------------------- | --- |
| for i:=1, 2, 3, x*2 while T, 10 step 3 until 33 do begin comment instrukcje pętli; end; | DO SUBSTR(S,J,1)='A','B','F', I=1,2,4, 7 TO 20 BY 3 WHILE A<B, UNTIL C>Q; /* instrukcje pętli */ END; |